# 셀레돈쇠주머니쥐
셀레돈쇠주머니쥐 또는 골드망쇠주머니쥐(Marmosa zeledoni)는 남아메리카에 서식하는 주머니쥐과 유대류의 일종이다. 나무 위에서 생활하는 수상성 동물이고, 무리를 짓지 않고 홀로 생활하는 야행성 동물이다. 잡식성 동물이다. 니카라과와 코스타리카, 파나마, 그리고 콜롬비아 서부 지역에서 발견된다. 멕시코쇠주머니쥐의 아종으로 간주하기도 한다.